# Alula Borealis
Nu Ursae Majoris (ν Ursae Majoris / ν UMa), il cui nome tradizionale è Alula Borealis, è una stella nella costellazione Orsa Maggiore. Di magnitudine apparente +3,49, dista 399 anni luce dal sistema solare.
La parola Alula proviene da una frase araba che significa il primo salto, mentre Borealis è riferito alla sua posizione nel cielo rispetto ad Alula Australis (ξ Ursae Majoris).

## Caratteristiche fisiche
Alula Borealis è una stella binaria, la cui componente principale, Alula Borealis A, è una gigante arancione 5 volte più massiccia del Sole e con un raggio ben 57 volte quello della nostra stella. Nata come una calda stella di classe B5 circa 100 milioni di anni fa, ha terminato la fusione dell'idrogeno nel suo nucleo ed è entrata nella fase di gigante pochi milioni di anni fa.
Ha una compagna, Alula Borealis B, a 7,4 secondi d'arco di distanza; osservando il moto proprio nel tempo pare sia gravitazionalmente legata alla principale. La secondaria è una stella simile al Sole, di classe G1V poco più massiccia e luminosa, che orbita attorno alla principale in un periodo di oltre 12 000 anni ad una distanza media di 950 au dalla compagna. Da un ipotetico osservatore posto nei pressi di Alula Borealis B, la gigante arancione apparirebbe 300 volte più luminosa della luna piena vista dalla Terra..